# Monts Iergheni
Les monts Iergheni ou Ergeni sont un ensemble de collines du Sud de la Russie européenne. Ils sont situés entre la mer d'Azov à l'ouest, la mer Caspienne à l'est et la Ciscaucasie au sud. Ils constituent le prolongement méridional du plateau de la Volga.

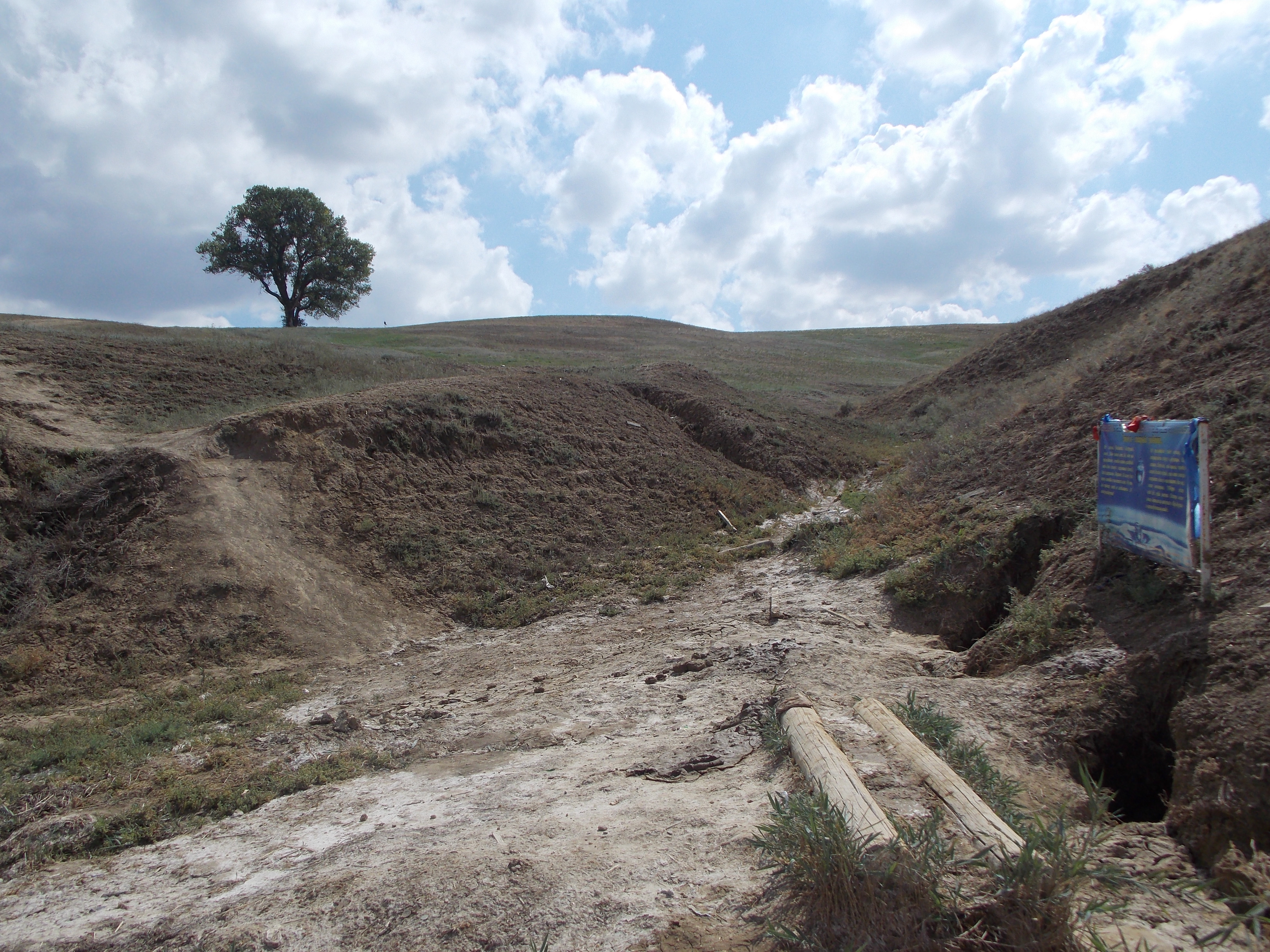
Le « peuplier d'Odin » (Kalmoukie).